# Вітоміл Зупан
Вітомі́л Зу́пан (словен. Vitomil Zupan; 18 січня 1914, Лайбах, Австро-Угорщина, нині Любляна, Словенія — 14 травня 1987, там само) — словенський письменник.

## Життєпис
Народився у родині банківського службовця та австро-угорського офіцера Івана і вчительки Іванки, до шлюбу Корбан. 1916 року його батько загинув на війні, а мати знову вийшла заміж. Він закінчив гімназію у Любляні і потім вступив на будівельне відділення Технічного факультету в Університеті Любляни. Навчання він зміг закінчити лише 1959 році. З юності і до самої смерті щиро дружив з Борисом Факіном (Ігорем Торкарем). Його риси Торкар використав для створення образу Міта Корпівара — Боксита в книзі «Смерть в розстрочку».
Вів богемний спосіб життя. Багато подорожував, і під час подорожей брався за випадкову роботу, зокрема був кочегаром на англійському судні, вчителем катання на лижах у Боснії, малярем у Франції, боксером і монтажником блискавковідводів.
На батьківщині був пов'язаний з лівими активістами студентського руху і як член «Сокола» приєднався до Визвольного фронту. 1942 року під час італійської окупації був уміщений в табори в Чигіні і в Гонарсі, звідки він втік і приєднався до партизанів, що описано в його «Інтерпретаціях». Перед втечею він спалив багато своїх рукописів. Писав він також і бувши партизаном. Він написав безліч нарисів. 1945 року вийшла його психологічна повість про партизанів «Andante patetico», яку літературні критики через оповідь про відчай і печаль називали декадентською.
Після війни він редактор культурної передачі на Радіо Любляна. 1947 року йому вручено Премію Прешерна за повість «Народження в грозі», а роком пізніше його ув'язнили з забороною писати. Був звинувачений в аморальності, замаху на зґвалтування і вбивство, доведенні до самогубства, видачі державних таємниць і ворожій пропаганді. Окружний судом Любляни засудив його на 10 років в'язниці. У відповідь на його прохання Верховний суд 1949 року («через неналежну поведінку перед судом») підвищив термін ув'язнення до 18 років з примусовими роботами та позбавленням громадянських прав на 5 років. У в'язниці він захворів туберкульозом і став першим хворим, якому проведено операцію на легенях. Цей період життя він описав у романі «Левітан». Зупана звільнено 1954 року. В ув'язненні він написав багато віршів, які опубліковано в збірці «Вірші з в'язниці» майже через 20 років після його смерті.
По виходу з в'язниці він закінчив навчання і як будівельний інженер отримав патент на дорожні світлові знаки, вбудовані в дорожнє полотно. При цьому він завжди працював як письменник. Низку коротких прозових творів опубліковано в журналах під псевдонімами, кожен з яких закінчувався на «с» (Ріс, Ван Клас тощо), деякий час публікувався під псевдонімом Лангус. Також він написав багато сценаріїв та радіо- і телевізійних постановок. Його роботи були видані через великий проміжок часу, а драми побачили світ тільки через 40 років після написання.
1984 року отримав Премію Прешерна за літературні роботи, що викликало як велику підтримку, так і невдоволення тих, хто вважав його аморальним руйнівником табу, насамперед сексуальних. Двічі одружувався і розлучався. Від першого шлюбу (1945) має двох синів від другого (1966) — дочку.
Жив на Валявчевій вулиці в Любляні. На його будинку зараз встановлено меморіальну дошку. Похований Вітоміл Зупан на кладовищі Жале.

## Твори
Перший опублікований текст Зупана — повість «Чорний кінь шаха» (1933). Його перший прозовий текст, виданий окремою книгою — повість «Adante patetico» з підзаголовком «Повість про пантеру Дінго» (1945). Цей текст пізніше включено у збірку повістей «Сонячні лисиці» (1969).
Люблянський театр драми перед Другою світовою війною включив до свого репертуару драму «Річ Юрія Трайбаса», видану 1947 року і заборонену італійською цензурою. Тодішня влада також погано поставилися до роботи, оскільки в ній йшлося про звеличення зла. Через цей твір Зупан постраждав на суді 1949 року.
Починаючи з п'ятдесятих років писав кіносценарії, загальним числом близько 50. За ним знято фільми: «П'ять хвилин раю» (1959), «Славне старе піаніно» (1959), «Sreča dolazi u 9» (1961), «Sjenka slave» (1962), «Наш автомобіль» (1962), «П'ята засідка» (1968), «Ідеаліст» (1976). Люблянське телебачення зняло 5 постановок за його драматичними творами: «Очікування ранку» (1961), «Отрута» (1961), «Найманий вбивця і король» (1971), «Sarabanda za obešence» (1968), «Вулиця трьох поколінь» (1972, 1974), 7-серійний фільм «Совість і жесть» (1973). Радіо Любляна зробило радіопостановки за його драмами: «Смерть місячного променя» (1962), «Зі страхом і пігулкою хоробрості навколо світу» (1968), «Заколот черв'яків» (1969, 1970), «Ринок рабів» (1971), «Переполох на судні Ранок» (1973), «Рішення» (1976), «Птахи співають пісень» (1977).
1970 року режисер Боштіан Хладнік зняв фільм «Маскарад» за його сценарієм.
У 1970-х роках він опублікував 7 прозових творів і 4 драми, довге есе «Sholion» (1972) про формальні риси сучасного театру та поетичну збірку «Опівнічне вино» (1973). Це був час його повного визнання.
У стилістичному відношенні Зупан вкрай різноманітний: спочатку його стиль був близький соцреалізму, потім — модернізму. У своїх модерністських романах він показує проблемного героя воєнного часу.
Твори Зупана не тільки різноманітні, але також досить численні: сценарії, оповідна проза, поезія, есеїстика, критика, перекладацькі праці, але найбільше романів.
Найзначнішими є 4 романи: «Подорож на край весни» (спочатку роман називався «Тайсі. Чотириколірна блискавка»), «Клемент», «Той, що переслідує сам себе» (спочатку «Тах»), і «Мертва калюжа». «Подорож на край весни» і «Той, що переслідує сам себе» написані дуже незвично для тодішньої словенської літератури, але є досить характерними для європейських творів того часу, і багато в чому вони передбачили подальшу словенську модерністську прозу.
Його літературні твори неможливо відокремити від особистого життя, значна частина його творів автобіографічні: «Комедія людської павутини» оповідає про його довоєнне життя, «Менует для гітари» — про життя під час війни, «Левітан» (з підзаголовком «роман, а може, й ні») — про події під час тюремного ув'язнення, в «Грі з хвостом чорта» йдеться про повоєнний період, незакінчений роман «Апокаліпсис сучасності» про заключний період життя письменника
За мотивами роману «Менует для гітари» режисер Живойн Павлович зняв фільм «До зустрічі на наступній війні».
Автор брав матеріал із пережитих подій і прочитаної літератури. Спочатку він не міг надрукувати свої книги через особисті переконання і протистояння соцреалізму.

## Нагороди
- 1947 Премія Прешерна за драму «Народження в грозу»
- 1973 Премія Зупанчича[sl] за роман «Подорож на край весни»
- 1982 Премія Зупанчича за роман «Левітан»
- 1984 Премія Прешерна за літературну творчість

## Список творів

### Повісті
- 1944 — Andante patetico: повість про пантері Дінго
- 1947 — Партизанські роки: збірка прози
- 1969 — Сонячні лисиці
- 1983 — Гора без Прометея

### Романи
- 1972 — Подорож на край весни[sl]
- 1974 — Клемент[sl]
- 1975 — Менует для гітари[sl]
- 1975 — Той, що переслідує самого себе[sl]
- 1976 — Мертва калюжа
- 1976 — Привид людини
- 1978 — Гра з хвостом чорта
- 1980 — Комедія людської павутини
- 1982 — Левітан[sl]
- 1983 — Гора без Прометея
- 1987 — Людина літнього часу
- 1988 — Апокаліпсис сучасності

### Дитячі повісті та казки
- 1970 — Троє коней
- 2011 — Казка про чорного шаха з червоною трояндою

### Есе
- 1973 — Схоліон
- 1974 — Фрейд і мистецтво

### Поезія
- 1973 — Опівнічне вино
- 2006 — Вірші з ув'язнення